# Die Geschichte von der unbekannten Insel
Die Geschichte von der unbekannten Insel (portugiesisch O Conto da Ilha Desconhecida) ist eine Erzählung des portugiesischen Nobelpreisträgers für Literatur José Saramago, die 1997 in Lissabon bei Assírio & Alvim erschien. Der Text wurde noch ins Schwedische (Sagan om den okända ön), 1997 ins Englische (Tale of the unknown island) und Spanische (Cuento de la isla desconocida), 1998 ins Italienische (Racconto dell’isola sconosciuta), 2000 ins Koreanische (미지의섬), 2001 ins Türkische (Bilinmeyen Adanın Öyküsü), 2002 ins Hebräische (סיפור על האי הנעלם) sowie 2011 ins Bengalische (Acina dvīpera galpa) übertragen.
In dieser Liebesgeschichte finden sich die Putzfrau und der Mann.

## Inhalt
Mit bemerkenswerter Ausdauer bittet der Mann den König um ein Segelschiff. Mit dem hochseetüchtigen Wasserfahrzeug will der Bittsteller die Ozeane queren und dabei die unbekannte Insel entdecken. Unsinn – sagen die Geographen des Königs. Es ist alles bereits entdeckt. Der Mann findet beim Herrscher dennoch Gehör. Allerdings muss er zuvor drei Tage vor der richtigen Tür warten. Denn der König will viel lieber gepriesen als angebettelt werden. Die Besatzung muss der Mann freilich selbst anheuern.
Die Putzfrau des Königs hat das Scheuern des Palastes satt, hängt ihren Job an den Nagel und folgt dem Manne aus gutem Grund. Auf See wird es an Wischwasser nicht fehlen. Der Mann heuert die Frau nicht an. Der Hafenmeister gibt zwar auf die königliche Weisung hin ein Schiff heraus, bleibt aber skeptisch. Denn der Mann erweist sich als Landratte.
Während sich der Mann im Hafenviertel nach der Besatzung umschaut, geht die Putzfrau an Bord des Schiffes und konstatiert ernüchtert, das Deck müsse dringend gescheuert werden. Sie jagt eine aufgebrachte Möwenschar aus ihren Nestern von Bord. Besorgt überlegt die Putzfrau, spätestens nach Sonnenuntergang werde der Mann hungrig an Bord kommen. Was vorsetzen, wenn er wirklich eine Mannschaft mitbringt?
Der Mann kehrt allein zurück. Keiner will die Fahrt riskieren. Mann und Putzfrau wünschen sich Gute Nacht und schlafen an Bord ein. Der Mann träumt von seinem Schiff, das beladen mit Proviant in See sticht. Das Großsegel bläht sich. Die Seeleute ruhen. Tiere an Bord machen das Segelschiff zur Arche Noah. Der Mann entlässt die mobile Besatzung. Nur die Pflanzen müssen an Bord bleiben. Ach nein, die Vögel sind in den Bäumen sitzengeblieben. Aus der Traum. Der Mann erwacht in den Armen der Putzfrau. Nach Sonnenaufgang benennen beide ihr Schiff: Unbekannte Insel. Die Flut kommt mittags. Zwei-Mann-Besatzung und Schiff gehen auf die Reise ins Unbekannte.

## Zitat
„Wenn du nicht aus dir herausgehst, wirst du nie erfahren, wer du bist.“

## Rezeption
- 7. Dezember 1998, im Spiegel: Der Mann und das Märchen
- Januar 2012, Britta Höhne auf der belletristik-couch

## Deutschsprachige Ausgaben
- Die Geschichte von der unbekannten Insel. Deutsch von Ray-Güde Mertin. 59 Seiten. Rowohlt Verlag, Reinbek 1998 (1. Aufl.), ISBN 3-498-06335-9 (verwendete Ausgabe)